# Unitat perifèrica d'Etòlia-Acarnània
La unitat perifèrica d'Etòlia-Acarnània (en grec: Νομός Αιτωλοακαρνανίας) és una unitat perifèrica de Grècia situada a la part més occidental del país. Està formada per les regions d'Etòlia i d'Acarnània, i la capital és Mesolongi. Correspon a l'antiga prefectura d'Etòlia-Acarnània.